# Charles Emmanuel de La Vieuville
Pour les articles homonymes, voir La Vieuville (homonymie).
Charles Emmanuel de la Vieuville est comte de Vienne, premier baron de Champagne, seigneur de Confolens et autres places, maître de camp du régiment du Roi cavalerie, deuxième fils du duc Charles II de La Vieuville et de Françoise-Marie de Châteauvieux de Vienne (descendante de Jean).

## Biographie
De par son mariage avec Marie-Anne Mitte de Chevrières (1657-1714), fille de Jean-Armand Mitte de Chevrières, le 20 septembre 1684, il devint Marquis de Saint-Chamond. Postérité : Charles-Louis-Joseph de La Vieuville (1686-1744), 5e marquis de St-Chamond et comte de Vienne ; père de Geneviève de La Vieuville (1732-1777 ; Postérité), dernière marquise héréditaire de St-Chamond.
On trouve ensuite Jean-Jacques de Gallet de Mondragon (1715-1796 ; dont postérité), dernier marquis de Saint-Chamond, terre acquise en 1768,,.